# Chalarus fimbriatus
Chalarus fimbriatus – gatunek muchówki z podrzędu krótkoczułkich i rodziny Pipunculidae.
Gatunek ten opisany został w 1966 roku przez R.L. Coe.
Muchówka o ciele długości od 1,5. Głowa jej ma srebrzyście opylone twarz i czoło. Czułki są brunatne z jaśniejszym trzecim członem. Tułów i odwłok ubarwione są brunatno. Skrzydła są przezroczyste. Ubarwienie przezmianek i łuseczek tułowiowych jest brudnożółte. Środkowa para odnóży ma na udach rząd długich włosków jasnej barwy. Od podobnego C. latifrons samca odróżnić można po zwężonych u szczytu surstyli, a samicę po małych przylgach na stopach przednich i środkowych odnóży.
Owad w Europie znany z Hiszpanii, Irlandii, Wielkiej Brytanii, Szwecji, Finlandii, Belgii, Holandii, Niemiec, Szwajcarii, Danii, Polski, Czech, Słowacji, Węgier i Łotwy. Ponadto występuje na Bliskim Wschodzie i we wschodniej Palearktyce.  Owady dorosłe są aktywne od maja do sierpnia.